# Bandera de Castropol
La bandera de Castropol es la bandera representativa del municipio de Castropol, Asturias (España).
Es rectangular, dividida en 3 franjas horizontales. La inferior y la superior son de color verde, y ocupan un cuarto de la bandera cada una. La franja central es de color blanco, ocupando los otros dos cuartos de la misma. En el salón de plenos del ayuntamiento se usa una versión con el escudo municipal en el centro. Se utiliza de facto desde mediados del siglo XX. Las dos rayas verdes en la bandera representan los colores tradicionales con los que se pintaban los barcos de la zona. El Club de Mar de Castropol utiliza los mismos colores, pero con las tres franjas de igual tamaño y el escudo del club en el centro. 